# Edward Skorek
Edward Skorek est un joueur et entraîneur polonais de volley-ball né le 13 juin 1943 à Tomaszów Mazowiecki (voïvodie de Łódź). Il mesure 1,92 m et jouait attaquant. Il totalise 284 sélections en équipe de Pologne.

## Clubs

### Joueur
| Club             | De        | À         |
| ---------------- | --------- | --------- |
| AZS AWF Varsovie | 1963-1964 | 1968-1969 |
| Legia Varsovie   | 1969-1970 | 1974-1975 |
| Pallavolo Modène | 1975-1976 | 1976-1977 |

### Entraîneur
| Club              | De        | À         |
| ----------------- | --------- | --------- |
| Pallavolo Modène  | 1975-1976 | 1976-1977 |
| Pologne           | 1990-1991 | 1990-1991 |
| AZS Częstochowa   | 1992-1993 | 1992-1993 |
| Jadar Radom       | 1997-1998 | 1999-2000 |
| Koweït            |           |           |
| AZS Częstochowa   | 2003-2004 | 2005-2006 |
| AZS Pol. Varsovie | 2006-2007 |           |

## Palmarès

### Joueur
- Jeux olympiques (1)
  - Vainqueur : 1976
- Championnat du monde (1)
  - Vainqueur : 1974
- Coupe du monde
  - Finaliste : 1965
- Championnat d'Europe
  - Finaliste : 1975
- Championnat d'Italie (1)
  - Vainqueur : 1976
- Championnat de Pologne (4)
  - Vainqueur : 1965, 1966, 1969, 1970
  - Finaliste : 1967, 1971

### Entraîneur
- Championnat de Pologne (1)
  - Vainqueur : 1993
- Championnat d'Italie (1)
  - Vainqueur : 1976
- Coupe de Pologne (1)
  - Vainqueur : 1999